# 孔雀座ξ
孔雀座ξ，又名CP-61 6140，HD 168339、SAO 254226、HR 6855，是孔雀座的一颗恒星，视星等为4.36，位于銀經333.29，銀緯-20.4，其B1900.0坐标为赤經18h 14m 0.6s，赤緯-61° -20.4′ 21″。